# Charter Oak State College
Das Charter Oak State College ist eine staatliche Universität in New Britain im Zentrum des US-Bundesstaates Connecticut. Derzeit sind in dem sogenannten Liberal Arts College 1.900 Studenten eingeschrieben. Gegründet wurde sie 1973, um Studenten Fernunterricht anzubieten. Mittlerweile werden die Studiengänge auch online und durch Videoübertragung durchgeführt. Das College befindet sich gegenüber der Central Connecticut State University und wurde nach Charter Oak, einer bekannten und ungewöhnlich großen Weiß-Eiche in Connecticut, benannt.